# Tetralycosa eyrei
Tetralycosa eyrei är en spindelart som först beskrevs av Hickman 1944.  Tetralycosa eyrei ingår i släktet Tetralycosa och familjen vargspindlar. Inga underarter finns listade i Catalogue of Life.